# Marcus Wallenberg (Bischof)

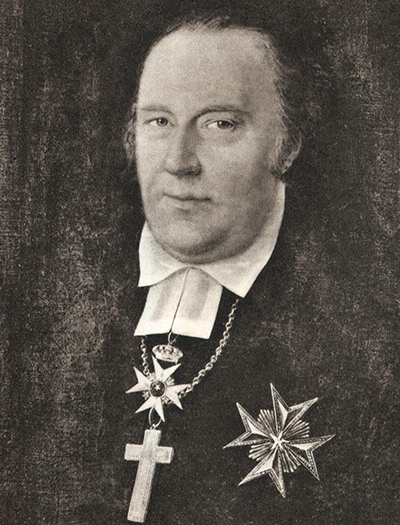
Marcus Wallenberg, Gemälde von Carl Peter Lehmann

Marcus Wallenberg (* 24. Juni 1774 in Linköping; † 22. September 1833 ebenda) war ein schwedischer Bischof und Übersetzer.

## Leben
Marcus Wallenberg war ein Sohn von Marcus Wallenberg (1744–1799) und dessen Ehefrau Sara Helena Kinnander. Er studierte ab 1790 in Uppsala und wurde 1797 Magister der Philosophie. 1818 wurde er zum Doktor der Theologie promoviert. Seit 1819 war Wallenberg Bischof von Linköping.
Wallenberg übersetzte Homers Ilias (1814/15) und die Odyssee (1819/21) ins Schwedische. Er war seit 1801 Mitglied der Königlich Schwedischen Musikakademie und seit 1821 Mitglied der Kungliga Vitterhets Historie och Antikvitets Akademien.
Marcus Wallenberg war verheiratet mit Anna Laurentia Barfoth (1783–1862). Einer ihrer Söhne war der Bankengründer André Oscar Wallenberg. Dieser heiratete 1861 in 2. Ehe Anna Eleonara Charlotta von Sydow. Raoul Wallenberg war deren Urenkel.